# Acanthosaura lepidogaster
Acanthosaura lepidogaster es una especie de lagarto del género Acanthosaura, familia Agamidae, orden Squamata. Su masa corporal es de aproximadamente 31,9 g.

## Distribución
Se distribuye por Asia: Tailandia, Vietnam, Birmania, Laos y China.

## Taxonomía
Fue descrita por Cuvier en 1829.
Tratamiento taxonómico
La especie aparece registrada y publicada en Le Regne Animal Distribué, d'apres son Organisation, pur servir de base à l'Histoire naturelle des Animaux et d'introduction à l'Anatomie Comparé. Nouvelle Edition [second edition]. Vol. 2. Les Reptiles. Déterville, Paris, i-xvi, 1-406.